# Ottotipo

Tavola ottotipica di Snellen

L'ottotipo è una rappresentazione grafica di lettere o simboli, utilizzati per determinare l'acutezza visiva.

## Storia
La nascita dell'ottotipo si deve all'oftalmologo olandese Hermann Snellen (1834-1908), che determinò l'unità di misura nella valutazione della visione, stabilendo che la dimensione delle figure rappresentate dovessero sottendere alla grandezza di un 1' d'arco.

## Mire utilizzate

### Simboli alfabetici e numeri
I simboli alfabetici e i numeri sono le mire maggiormente utilizzate, anche se sono le più sensibili a errori di valutazione, vista la grande varietà di forme e similitudini.
La sequenza utilizzata generalmente risponde a un principio di difficoltà discriminatoria che comprende la seguente successione, in ordine crescente:
- SOCDKVRNHZ

### Figure e simboli
Utili per la valutazione della capacità visiva nei bambini, o negli analfabeti, raffigurano figure e simboli facilmente riconoscibili e descrivibili, quali:
- fiori
- case
- animali

### Anelli di Landolt

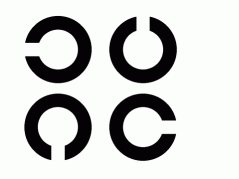
Gli anelli o C di Landolt inclusi nell'ottotipo

Gli anelli di Landolt sono rappresentati da un anello aperto, posizionato in 8 orientamenti differenti. L'anello o C di Landolt, data la similitudine con la lettera dell'alfabeto, è la mira considerata nelle norme di standardizzazione DIN e ISO.

### E di Snellen
La E di Snellen è una mira rappresentata da una lettera E, posizionata secondo quattro orientamenti, utile in casi di analfabetismo e nella valutazione pediatrica.